# Baryonychinae

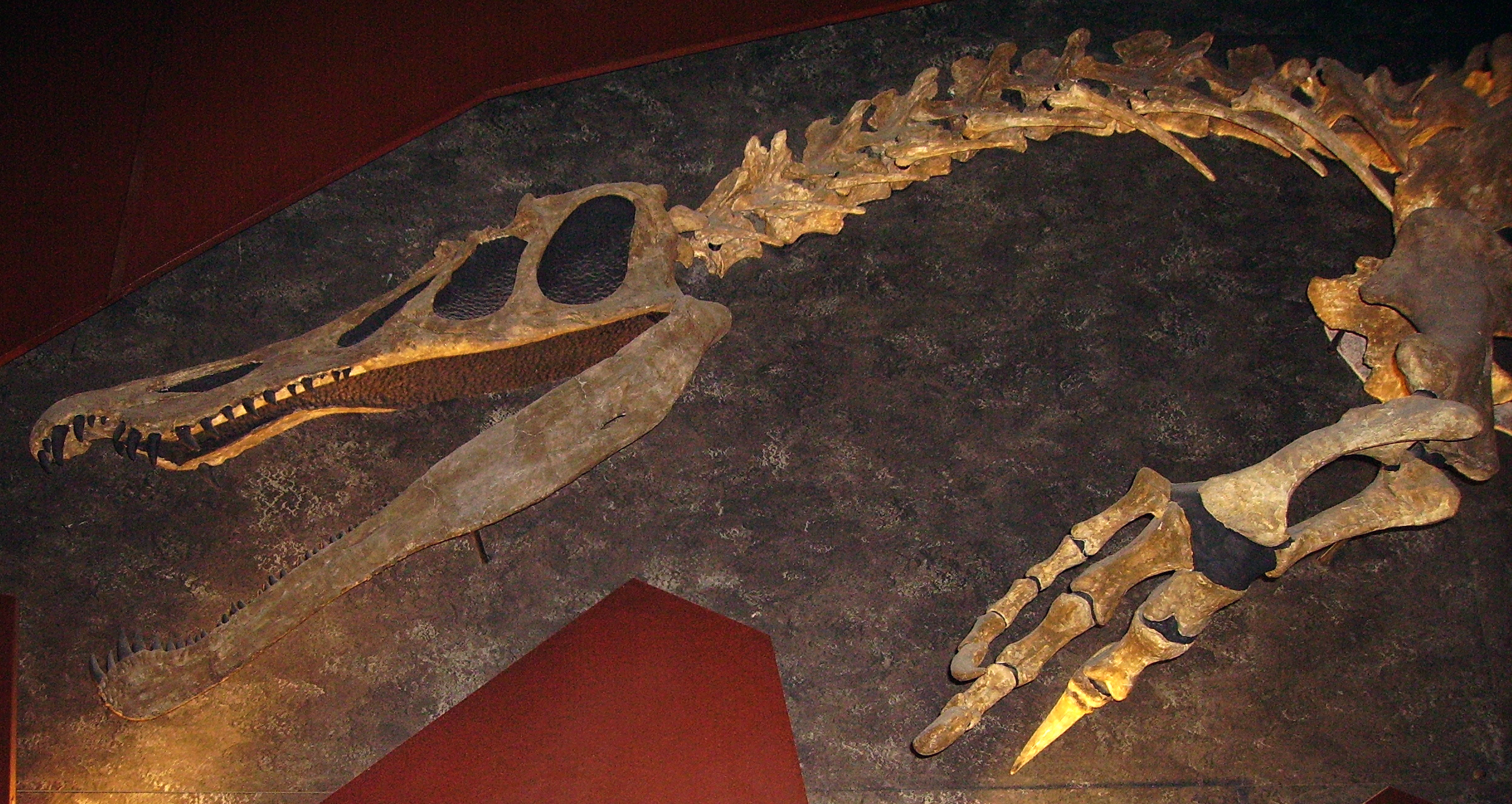
Baryonyx

De Baryonychinae vormen een onderverdeling van de Spinosauridae, een groep uit de Theropoda, vleesetende dinosauriërs. 
Een onderfamilie Baryonychinae werd impliciet benoemd door Alan Jack Charig in 1986, toen hij bij zijn beschrijving van Baryonyx een familie Baryonychidae benoemde.
De eerste die de naam echt gebruikte was Paul Sereno in 1998, toen hij een klade Baryonychinae definieerde : de groep bestaande uit Baryonyx en alle soorten die nauwer verwant zijn aan Baryonyx dan aan Spinosaurus. In 2004 gaf Thomas Holtz een inhoudelijk identieke definitie waarin hij de soortnamen toevoegde: Baryonyx walkeri en Spinosaurus aegyptiacus. Uit welke soorten de klade in feite bestaat, is zeer omstreden; behalve Baryonyx zelf uit het Barremien van Engeland, vermoedelijk Suchomimus tenerensis uit het Albien van Afrika.
De groep bestaat uit grote tweevoetige roofdieren met een lage langgerekte kop, wellicht viseters. De bekende vormen hebben geen hoge rugkam.
Mogelijke soorten zijn:
- Baryonyx
- Ceratosuchops
- Cristatusaurus (= Baryonyx?)
- Iberospinus?
- Protathlitis
- Riparovenator
- Suchomimus (= Cristatusaurus/Baryonyx?)
- Suchosaurus (= Baryonyx?)
- Vallibonavenatrix?
- Vectispinus?